# بتل (شهرستان برکس، پنسیلوانیا)
بتل (به انگلیسی: Bethel) یک منطقهٔ مسکونی در ایالات متحده آمریکا است که در شهرستان برکس، پنسیلوانیا واقع شده‌است. بتل ۴۹۹ نفر جمعیت دارد و ۱۷۳٫۱۳ متر بالاتر از سطح دریا واقع شده‌است.